# ثلم بين أذيني
الثلم بين الأذيني أو الثلم بين الأذينين (بالإنجليزية: Interatrial sulcus)‏ هو ثلم يفصل كل من الأذينين، ويتم تحديده بصعوبة على السطح الخلفي للقلب بينما من الناحية الأمامية هو مخفي بوساطة الشريان الرئوي والأبهر.